# Malokurílskoie
Malokurílskoie (en rus Малокурильское) és un poble de l'óblast de Sakhalín, a Rússia. És a l'illa Xikotan, a les illes Kurils. Al poble hi ha un important complex de tractament de peix (en rus, un ostrovnoi). El 2010 tenia 1.873 habitants.